# Deborah Kerr

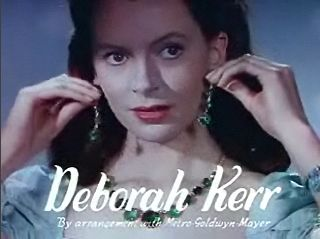
Narcís negre (1947)

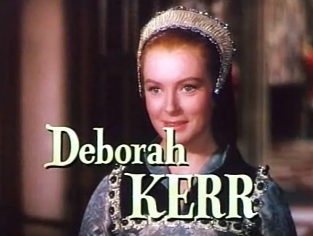
Young Bess (1953)

Deborah Jane Kerr-Trimmer CBE (30 de setembre de 1921 - 16 d'octubre de 2007), va ser una actriu britànica, un dels rostres més coneguts del cinema de Hollywood en els anys 50.

## Biografia
Deborah Kerr va néixer a Helensburg, una petita població escocesa, el 30 de setembre de 1921. El seu pare era un militar que va patir les conseqüències de les ferides ocasionades durant la Primera Guerra Mundial. Essent una jove tímida, va descobrir la interpretació com un mitjà per expressar-se. La seva tia, que era professora d'actuació, li va aconseguir alguns papers en obres teatrals mentre era encara adolescent.
Durant una d'aquestes interpretacions, Kerr va ser descoberta per un productor de cinema britànic, que la va contractar per interpretar dues pel·lícules el 1941 (una d'elles el clàssic de Gabriel Pascal 'Major Barbara' al costat de Rex Harrison, sobre l'obra teatral de George Bernard Shaw). Kerr va tenir èxit i es va convertir ràpidament en una incipient estrella del cinema britànic de la mà de la companyia cinematogràfica Rank, intervenint en títols com Hatter's castle  (1942, Lance Comfort), adaptació d'una novel·la de A. J. Cronin, en companyia de James Mason, Robert Newton o Emlyn Williams; la cèlebre El coronel Blimp (1943, de Michael Powell i Emeric Pressburger) al costat d'Anton Walbrook, considerada per la crítica com una de les deu millors pel·lícules de la història del cinema britànic;  Perfect Strangers (1945, Alexander Korda) al costat de Robert Donat, I See a Dark Stranger (1946, Frank Launder) aparellada amb l'actor Trevor Howard; o Narcís negre (1947, Michael Powell), en un repartiment completat amb Jean Simmons, Flora Robson i Sabu.
Poc després, la Metro-Goldwyn-Mayer la contracta i Kerr es trasllada a Hollywood on comença una reeixida etapa d'inesborrable record per a tots els amants del bon cinema. Així, per citar alguns títols, destaquen If Winter Comes (1947, Victor Saville), interessant drama on la Kerr formava part d'un repartiment que completen Walter Pidgeon, Angela Lansbury i Janet Leigh; The Hucksters (1947, Jack Conway), thriller on compartia protagonisme amb Clark Gable, Adolphe Menjou i Ava Gardner; Edward, My Son (1949, George Cukor) amb Spencer Tracy; Les mines del rei Salomó (1950, Andrew Marton i Compton Bennett) compartint cartell amb Stewart Granger i Richard Carlson; la cèlebre superproducció basada en la novel·la de Henryk Sienkiewicz Quo Vadis (1951, Mervyn LeRoy) al costat de Robert Taylor o la versió de The Prisoner of Zenda que Richard Thorpe va rodar el 1952, de nou amb Stewart Granger i amb James Mason i Jane Greer.
Kerr es va sentir, no obstant això, encasellada en cert tipus de personatges femenins una mica estereotipats, per la qual cosa va acceptar el 1953 treballar per a la Columbia en  D'aquí a l'eternitat , encarnant un personatge més lliure i independent -malgrat estar casada amb un comandament de l'exèrcit i formar un matrimoni avingut-, i amb una escena passional i, per a l'època, bastant eròtica amb Burt Lancaster, que va fregar l'escàndol i amb la que va trencar la seva imatge d'heroïna virginal i ingènua. La pel·lícula va tenir gran èxit pel seu guió (basat en la novel·la de James Jones), qualitat artística i repartiment (Frank Sinatra, Montgomery Clift, Donna Reed, Ernest Borgnine…) i Kerr va ser candidata a l'Oscar a la millor actriu.
A partir d'aleshores, l'actriu va començar a demostrar el seu enorme talent per a papers dramàtics rics en matisos i amb suggeridores implicacions emocionals i/o psicològiques, aplicant la solidesa adquirida en les seves experiències teatrals com a base d'un mètode que va obrint-se pas en la seva manera d'interpretar per al cinema. Va alternar tota classe de papers en pel·lícules tan destacades com  Julius Caesar (1953, Joseph L. Mankiewicz) compartint cartell amb Marlon Brando, James Mason, Greer Carson o Louis Calhern; Viure un gran amor (1954, Edward Dmytryk) al costat de Van Johnson en una història sobre una novel·la autobiogràfica de Graham Greene, versionada el 1999 per Neil Jordan amb més fortuna encara a El final de l'idil·li;  The King and I  (1956, Walter Lang) amb Yul Brynner i Rita Moreno, també nombroses vegades duta a la pantalla (la més reconeguda, el 1946 amb Rex Harrison i Linda Darnell, i l'última el 1999 amb Jodie Foster); Tea and Sympathy (1957, Vincente Minnelli) al costat de Leif Ericson i John Kerr en una comèdia d'alta societat treta d'una reeixida obra de teatre; Només Déu ho sap (1957, John Huston), en una de les seves millors interpretacions al costat de Robert Mitchum; la inoblidable An Affair to Remember  (1957, Leo McCarey) en companyia d'un Cary Grant immens, amb el que va formar una de les millors parelles cinematogràfiques que es recorda; el reeixit drama d'origen teatral  Separate Tables  (1958, Delbert Mann) amb Burt Lancaster, David Niven, Rita Hayworth i Wendy Hiller aconseguint un Oscar;  Bonjour tristesse  (1958 Otto Preminger), sobre la novel·la de Françoise Sagan; i Dies sense vida  (1959, Henry King), on l'actriu va realitzar la seva última gran interpretació dels anys 50 com a esposa de l'escriptor Francis Scott Fitzgerald (Gregory Peck).

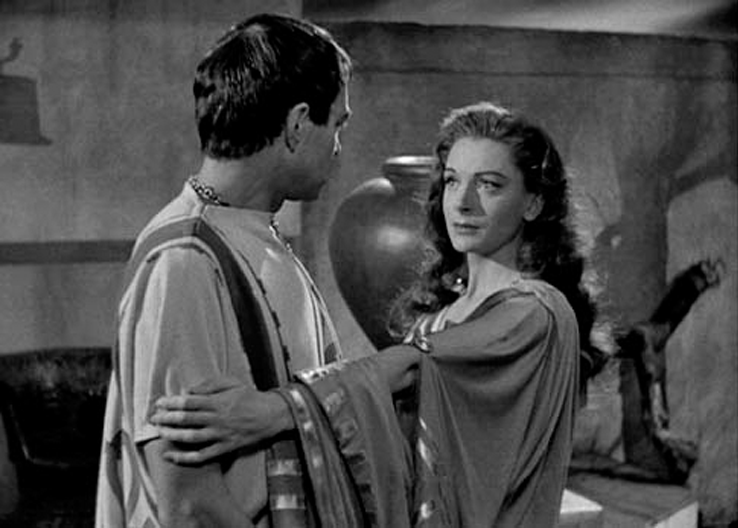
Julius Caesar (1953)

Els més cinèfils la van veure també en films de menor entitat però on l'actriu salvava els seus papers amb elegància, com Thunder in the East (1951, Charles Vidor) amb Charles Boyer i Alan Ladd; Dream Wife (1953, Sidney Sheldon) al costat de Cary Grant i Walter Pidgeon;  Young Bess  (1953 George Sidney), entre Charles Laughton, Jean Simmons i Stewart Granger;  The Proud and Profane  (1956 George Seaton), en un repartiment que completen William Holden i Thelma Ritter; o Vermell capvespre (1959 Anatole Litvak al mig d'Anouk Aimée i Yul Brynner
Els anys 60 mostren que, malgrat la qualitat de les seves interpretacions i a l'èxit comercial de les pel·lícules en què intervé, els crítics i l'acadèmia de cinema no semblen donar-se'n per assabentats. Alguns dels seus millors treballs apareixen en títols d'aquesta època com: Tres vides errants (1960, Fred Zinnemann), de nou amb Robert Mitchum però ara en un drama d'aventures; Pàgina en blanc (1960 Stanley Donen) en un duel interpretatiu amb Cary Grant, Jean Simmons i Robert Mitchum; Una altra volta de femella (1961, Jack Clayton) o la millor versió de la cèlebre novel·la de Henry James, al paper de madura institutriu en una mansió on s'amaga un fosc secret, al costat del gran Michael Redgrave i Pamela Franklin; Ombres de sospita (1961, Michael Anderson), acompanyant Gary Cooper en la seva última aparició a la pantalla; o  On the Trail of the iguana (1964, John Huston), sobre l'obra teatral de Tennessee Williams, amb Richard Burton, Ava Gardner i Sue Lyon.
També destaquen, en menor mesura, obres com Dona sense passat (1964 Ronald Neame), amb John Mills i la seva filla Hayley; L'ull del diable (1966, J. Lee Thompson), la fallida superproducció paròdica 007: Casino Royale  (1967, John Huston, Robert Parrish, Val Guest),  Temeraris de l'aire  (1969 John Frankenheimer), al costat de Burt Lancaster i Gene Hackman; i  The Arrangement (1969, Elia Kazan) amb Kirk Douglas, Faye Dunaway i Hume Cronyn, essent aquell l'any en què es va retirar.

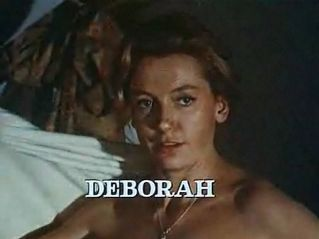
Tres vides errants (1960)

Al llarg de la seva carrera va ser candidata sis vegades a l'Oscar, però no el va guanyar en cap ocasió. Per això, l'Acadèmia de Cinema li va concedir el 1994 un Oscar honorífic en reconeixement de tota la seva carrera.
A mitjans dels anys 80, va reaparèixer a la TV britànica, amb dos notables papers al telefilm Reunion at Fairborough (el seu últim treball al costat de Robert Mitchum) i en la minisèrie "A Woman of Substance", basada en un best-seller romàntic.
Kerr va estar casada per primera vegada entre 1945 i 1959, i va tenir dues filles d'aquest matrimoni. Es va tornar a casar el 1962 amb l'escriptor i guionista de Hollywood Peter Viertel. Viertel va ser autor del guió de  La reina d'Àfrica  de John Huston així com de Caçador blanc, cor negre de Clint Eastwood. El matrimoni va viure durant la seva última etapa a Suïssa, encara que des dels anys 70 solien passar llargues estades a Marbella.
Va morir el 16 d'octubre de 2007 als 86 anys a casa seva de Suffolk, Anglaterra. Patia la malaltia de Parkinson des de feia diversos anys. El seu vidu Peter Viertel va morir a Marbella 22 dies després.

## Filmografia
| Any  | Pel·lícula                                          | Paper                                    | Notes |
| ---- | --------------------------------------------------- | ---------------------------------------- | --- |
| 1940 | Contraband                                          |                                          | |
| 1941 | Major Barbara                                       | Jenny Hill                               | |
| 1941 | Love on the Dole                                    | Sally                                    | |
| 1942 | Penn of Pennsylvania                                | Gulielma Maria Springett                 | títol als Estats Units: Courageous Mr. Penn                                                                            |
| 1942 | Hatter's Castle                                     | Mary Brodie                              | |
| 1942 | The Day Will Dawn                                   | Kari Alstad                              | títol als Estats Units: The Avengers                                                                                   |
| 1942 | A Battle for a Bottle                               | Linda                                    | Veu |
| 1943 | Coronel Blimp (The Life and Death of Colonel Blimp) | Edith Hunter/Barbara Wynne/Johnny Cannon | |
| 1945 | Perfect Strangers                                   | Catherine Wilson                         | títol als Estats Units: Vacation From Marriage                                                                         |
| 1946 | Fosca sospita (I See a Dark Stranger)               | Bridie Quilty                            | títol als Estats Units: The Adventuress                                                                                |
| 1947 | Narcís negre (Black Narcissus)                      | Sister Clodagh                           | |
| 1947 | The Hucksters                                       | Kay Dorrance                             | |
| 1947 | If Winter Comes                                     | Nona Tybar                               | |
| 1949 | Edward, My Son                                      | Evelyn Boult                             | Nominada − Oscar a la millor actriu Nominada − Globus d'Or a la millor actriu dramàtica                                |
| 1950 | Please Believe Me                                   | Alison Kirbe                             | |
| 1950 | Les mines del rei Salomó (King Solomon's Mines)     | Elizabeth Curtis                         | |
| 1951 | Quo Vadis                                           | Lygia                                    | |
| 1952 | El presoner de Zenda (The Prisoner of Zenda)        | Princess Flavia                          | |
| 1952 | Thunder in the East                                 | Joan Willoughby                          | |
| 1953 | La reina verge (Young Bess)                         | Catherine Parr                           | |
| 1953 | Julius Caesar                                       | Portia                                   | |
| 1953 | Dream Wife                                          | Effie                                    | |
| 1953 | D'aquí a l'eternitat (From Here to Eternity)        | Karen Holmes                             | Nominada − Oscar a la millor actriu                                                                                    |
| 1955 | El final de l'idil·li (The End of the Affair)       | Sarah Miles                              | Nominada − BAFTA a la millor actriu                                                                                    |
| 1956 | The Proud and Profane                               | Lee Ashley                               | |
| 1956 | The King and I                                      | Anna Leonowens                           | la veu que canta és de Marni Nixon Globus d'Or a la millor actriu musical o còmica Nominada − Oscar a la millor actriu |
| 1956 | Te i simpatia (Tea and Sympathy)                    | Laura Reynolds                           | Nominada − BAFTA a la millor actriu                                                                                    |
| 1957 | Heaven Knows, Mr. Allison                           | Sor Angela                               | Nominada − Oscar a la millor actriu Nominada − Globus d'Or a la millor actriu dramàtica                                |
| 1957 | Tu i jo (An Affair to Remember)                     | Terry McKay                              | |
| 1957 | Kiss Them for Me                                    | Gwinneth Livingston                      | |
| 1958 | Bonjour tristesse                                   | Anne Larson                              | |
| 1958 | Taules separades (Separate Tables)                  | Sibyl Railton-Bell                       | Nominada − Oscar a la millor actriu Nominada − Globus d'Or a la millor actriu dramàtica                                |
| 1959 | The Journey                                         | Diana Ashmore                            | |
| 1959 | Count Your Blessings                                | Grace Allingham                          | |
| 1959 | Beloved Infidel                                     | Sheilah Graham                           | |
| 1960 | Tres vides errants (The Sundowners)                 | Ida Carmody                              | Nominada − Oscar a la millor actriu Nominada − BAFTA a la millor actriu                                                |
| 1960 | The Grass Is Greener                                | Lady Hilary Rhyall                       | |
| 1961 | The Naked Edge                                      | Martha Radcliffe                         | |
| 1961 | The Innocents                                       | Miss Giddens                             | |
| 1964 | On the Trail of the Iguana                          | Herself                                  | |
| 1964 | The Chalk Garden                                    | Miss Madrigal                            | Nominada − BAFTA a la millor actriu                                                                                    |
| 1964 | La nit de la iguana (The Night of the Iguana)       | Hannah Jelkes                            | |
| 1965 | Marriage on the Rocks                               | Valerie Edwards                          | |
| 1967 | 007:Casino Royale (Casino Royale)                   | Agent Mimi / Lady Fiona McTarry          | |
| 1967 | Eye of the Devil                                    | Catherine de Montfaucon                  | |
| 1968 | Prudence and the Pill                               | Prudence Hardcastle                      | |
| 1969 | The Gypsy Moths                                     | Elizabeth Brandon                        | |
| 1969 | El compromís (The Arrangement)                      | Florence Anderson                        | |
| 1982 | BBC2 Playhouse                                      | Carlotta Gray                            | episodi TV: "A Song at Twilight"                                                                                       |
| 1982 | Witness for the Prosecution                         | Infermera Plimsoll                       | |
| 1984 | A Woman of Substance                                | Emma Harte                               | minisèrie TV Nominada − Primetime Emmy a la millor actriu secundària en sèrie o especial                               |
| 1985 | The Assam Garden                                    | Helen                                    | |
| 1985 | Reunion at Fairborough                              | Sally Wells Grant                        | TV |
| 1986 | Hold the Dream                                      | Emma Harte                               | minisèrie TV |